# Hights Corner
Hights Corner – obszar niemunicypalny w Kern County, w Kalifornii (Stany Zjednoczone), na wysokości 105 m.